# Théophile Alajouanine
Théophile Alajouanine (* 12. Juni 1890 in Verneix, Département Allier; † 2. Mai 1980 in Paris) gilt als der Nestor der französischen Psychiatrie.
Das Foix-Alajouanine-Syndrom, auch subakute nekrotisierende Myelitis, und Marie-Foix-Alajouanine Syndrom, eine Kleinhirn-Ataxie im fortgeschrittenen Alter, sind mit nach ihm benannt. Er war Mitarbeiter an Kurt Kolles dreibändiger Biographiensammlung bedeutender Psychiater. Kurt Kolle war der Vater des bekannten Aufklärers Oswalt Kolle.
Alajouanine arbeitete, wie zuvor Jean-Martin Charcot, am Hôpital Salpêtrière. Er war ein guter Freund von Johannes Heinrich Schultz und auch mit Klaus Thomas bekannt. Er ist verwandt mit dem bekannten Résistancekämpfer Guy Alajouanine (1924–1976).
Er war u. a. aufgrund der Biographie des russischen Schriftstellers Fjodor Michailowitsch Dostojewski an Epilepsie interessiert.

## Ehrungen
- Foix-Alajouanine-Syndrom
- Marie-Foix-Alajouanine-Syndrom
- Das Laboratoire Théophile Alajouanine am Centre hospitalier in Côte-des-Neiges (Montreal) wurde ihm zu Ehren benannt

## Werke (Auswahl)
- zusammen mit P. Marie, C. Foix: De l’atrophie cérébelleuse tardive à prédominance corticale. In: Revue Neurologique, Jg. 38 (1922), Seiten 849–885, 1082–1111, ISSN 0035-3787
- zusammen mit C. Foix: La myélite nécrotique subaiguë (Myélite centrale angiohypertrophique à évolution progressive). Paraplégie amyotrophique lentement ascendante d'abord spasmodique, puis flasque. In: Revue Neurologique, Bd. 42 (1926), Heft 2, Seiten 1–42, ISSN 0035-3787